# Chad Beyer
Pour les articles homonymes, voir Beyer.
Chad Beyer, né le 15 août 1986 à Kansas City (Missouri), est un coureur cycliste américain.

## Palmarès
- 2003
  - 3e du championnat des États-Unis sur route juniors
- 2004
  - 2e du championnat des États-Unis sur route juniors
- 2008
  - 3e étape du Tour du Belize (contre-la-montre par équipes)
- 2009
  - Tour de Murrieta :
    - Classement général
    - 1re étape
- 2012
  - Bicycle Haus Criterium
  - 2e du Tour of the Gila
- 2015
  - Colossal Cave Road Race
  - 2e étape de la Valley of the Sun Stage Race
- 2017
  - East Canyon-Echo Road Race
  - 3e étape du Grand Prix cycliste de Saguenay

## Résultats sur les grands tours

### Tour d'Italie
1 participation 
- 2011 : 152e

## Classements mondiaux
| Année            | 2008 | 2009 | 2010 | 2011 | 2012 | 2013 | 2014 |
| ---------------- | ---- | ---- | ---- | ---- | ---- | ---- | ---- |
| UCI America Tour | 387e |      |      |      | 64e  |      | 272e |
| UCI Asia Tour    |      |      |      |      |      |      | 275e |